# Static (album)
Pour les articles homonymes, voir Static.
Albums de Cults
Cults
(2011)
Static est le deuxième album du groupe américain Cults, sorti le 15 octobre 2013.

## Pistes
| No  | Titre                      | Durée |
| --- | -------------------------- | ----- |
| 1.  | I Know                     | 1:42  |
| 2.  | I Can Hardly Make You Mine | 3:30  |
| 3.  | Always Forever             | 3:43  |
| 4.  | High Road                  | 4:28  |
| 5.  | Were Before                | 3:01  |
| 6.  | So Far                     | 3:29  |
| 7.  | Keep Your Head up          | 3:28  |
| 8.  | TV Dream                   | 1:02  |
| 9.  | We've Got It               | 3:25  |
| 10. | Shine a Light              | 3:14  |
| 11. | No Hope                    | 3:44  |